# Palermostein

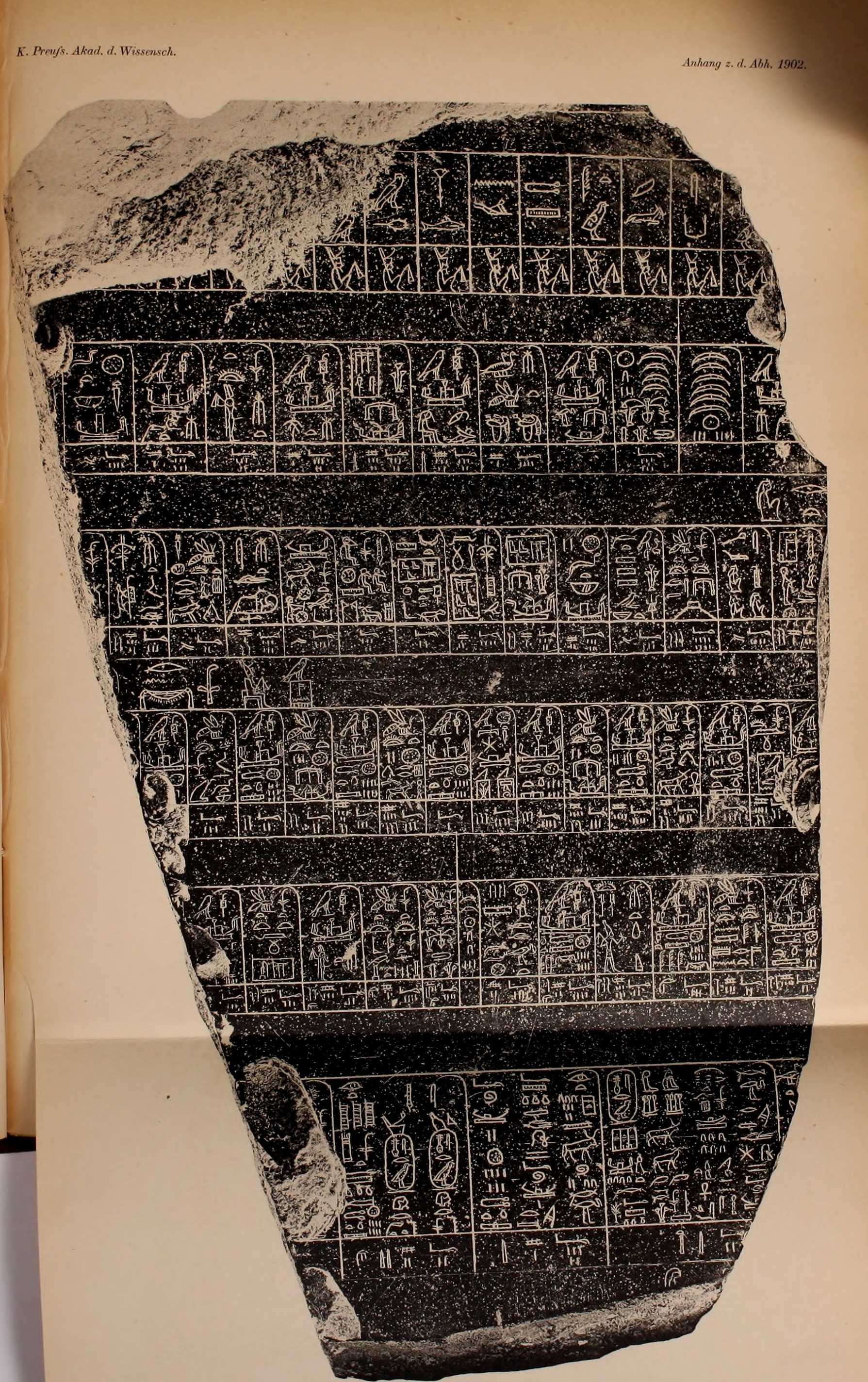
Palermostein

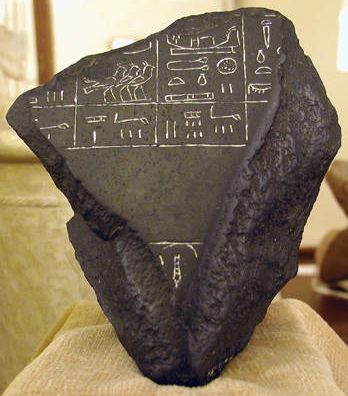
Fragment P1 des Annalensteins, Petrie Museum in London

Der Palermostein ist eines der beiden größeren Bruchstücke vom Annalenstein der 5. Dynastie und enthielt zusammen mit dem Kairostein und anderen kleineren Teilstücken die Namen der Könige (Pharaonen) von der prädynastischen Zeit bis zur 5. Dynastie (2504 bis 2347 v. Chr.). Seinen Namen bekam dieses Teilstück aufgrund seines jetzigen Aufbewahrungsortes im Archäologischen Regionalmuseum von Palermo, wo es sich seit 1877 befindet.

## Beschreibung

### Ehemalige Form
Der ursprüngliche Annalenstein war eine schwarze Dioritplatte, deren Maße wohl 220 × 140 cm betragen haben. Aus unbekannten Gründen ist das Artefakt in mehrere Teilstücke zerbrochen, von denen bislang insgesamt sieben erhalten sind. Die beiden größten Bruchstücke werden aufgrund ihrer Ausstellungsorte „Palermostein“ und „Kairostein“ genannt, ein deutlich kleineres Fragment (P1; „Londonfragment“ genannt) befindet sich im Petrie Museum of Egyptian Archaeology in London. Daneben existieren drei weitere Teile, die als „Kairofragmente“ bezeichnet werden.

### Heutige Form
Der Palermostein ist annähernd schildförmig, ca. 43,5 cm hoch, ca. 25 cm breit und ca. 6,0 cm dick, wobei die Stärke des Steins ungleichmäßig ist. Er ist beidseitig beschriftet, wobei die Inschrift auf der Rückseite besser erhalten ist als auf der Vorderseite. Sie wurde mit einem scharfen Instrument eingraviert und mit Kreide nachgezogen.

### Beschriftung
Die Steintafel ist vorder- und rückseitig beschriftet. Die Einteilung ist in ihrer Grundform klar strukturiert. Die Eintragungen sind in waagerechter Schriftrichtung ausgeführt und werden von rechts nach links gelesen. Sie sind durch die Jahreshieroglyphe Renpet (Gardiner-Zeichen M4; eine kahle Palmrispe) in kleine Felder („Jahresereignis-Felder“ oder „Ereignis-Felder“ genannt) unterteilt. Die Anzahl der Felder entspricht der Anzahl der Jahre seit der Reichseinigung. Nicht jede Zeile enthielt die gleiche Anzahl von Jahresfeldern, da die einzelnen Herrscher unterschiedlich lange regierten. Der ersten noch breit gefassten Zeile folgen zwei schmale Reihen. Die vierte Zeile wird durch erweiterte Eintragungen wieder breiter; ab der fünften Reihe auch entsprechend höher. Anschließend wachsen die Zeilen bis zu ihrer monumentalen Form auf der Gegenseite.
In der obersten Zeile sind die Namen prädynastischer Herrscher eingetragen. Darunter folgen sämtliche Könige der 1. bis 4. Dynastie. In den freien Zwischenzeilen, welche die Tabellen trennen, sind die Horusnamen, Thronnamen, Goldnamen und Kartuschennamen der Herrscher notiert, sowie die Namen der jeweiligen königlichen Mutter. Die Namensbanderolen der Könige sind stets so positioniert, dass sie exakt mittig über der zugehörigen Tabelle stehen. Direkt darunter werden von rechts nach links in schmalen Fenstern die wichtigsten Jahresereignisse aufgelistet. Dazu gehörten religiös-kultische Feste wie das Horusgeleit und das Sedfest, politisch-wirtschaftliche Ereignisse wie die Viehzählung oder Militärkampagnen gegen fremdländische Völker (z. B. die Iuntiu und Setjet), die Erschaffung („Geburten“) von Götter- und Königsstatuen sowie die Gründung von Tempeln, Domänen und Städten. In einer sehr dünnen Extrazeile unter jedem Fenster wird der jahresaktuelle Stand der Nilschwemme angegeben.
Die Herrschertabellen enden stets mit der Angabe, in welchem Kalenderjahr der König verstarb. Die Jahreszählung für den Nachfolgekönig beginnt danach aber nicht mit der Regierungsübernahme, sondern nennt nur das Jahr, in welchem der jeweilige König den Thron bestieg (sogenanntes Krönungsjahr). Als Kalenderform wurde der ägyptische Verwaltungskalender gewählt, dessen Beginn immer mit dem 1. Achet I in der ägyptischen Jahreszeit „Überschwemmung“ ansetzte. Nach diesem Prinzip ist die gesamte Front der ehemaligen Gedenktafel aufgebaut. Die Rückseite widmet sich den Königen der 5. Dynastie. Der Palermostein und der Kairostein sind die beiden größten Fragmente und noch heute Gegenstand der Forschung.

### Erhaltene Königsnamen
Auf der Vorderseite des Palermosteins sind die Eintragungen für folgende Könige (Pharaonen) lesbar:
- Imichet, ein unterägyptischer König während der Prädynastik
- Wenegbu, ein unterägyptischer König während der Prädynastik
- Niheb, ein unterägyptischer König während der Prädynastik
- Tiu, ein unterägyptischer König während der Prädynastik
- Itjiesch, ein unterägyptischer König während der Prädynastik
- Iucha (Chaiu), ein unterägyptischer König während der Prädynastik
- Seka, ein unterägyptischer König während der Prädynastik

- Aha, König (Pharao) der 1. Dynastie (Frühdynastische Zeit)
- Teti I., König (Pharao) der 1. Dynastie (Frühdynastische Zeit)
- Djer, König (Pharao) der 1. Dynastie (Frühdynastische Zeit)
- Den, König (Pharao) der 1. Dynastie (Frühdynastische Zeit)
- Ninetjer König (Pharao) der 2. Dynastie (Frühdynastische Zeit)
- Chasechemui König (Pharao) der 2. Dynastie (Frühdynastische Zeit)
- Djoser König (Pharao) der 3. Dynastie (Altes Reich)
- Snofru König (Pharao) der 4. Dynastie (Altes Reich)

Auf der Rückseite des Palermosteins sind die Eintragungen für folgende Herrscher erhalten:
- Huni König (Pharao) der 3. Dynastie (Altes Reich)
- Schepseskaf König (Pharao) der 4. Dynastie (Altes Reich)
- Userkaf König (Pharao) der 5. Dynastie (Altes Reich)
- Sahure König (Pharao) der 5. Dynastie (Altes Reich)
- Neferirkare König (Pharao) der 5. Dynastie (Altes Reich)